# Tubulipora varians
Tubulipora varians är en mossdjursart som beskrevs av Canu och Bassler 1929. Tubulipora varians ingår i släktet Tubulipora och familjen Tubuliporidae. Inga underarter finns listade i Catalogue of Life.